# Marie Kabrhelová
Marie Kabrhelová, rozená Karásková (4. května 1925 Opatov – 7. června 2021), byla česká a československá politička Komunistické strany Československa, předsedkyně Československého svazu žen a poslankyně Sněmovny národů Federálního shromáždění za normalizace.

## Biografie
Pocházela z rodiny krejčího, z pěti sourozenců. Byla příbuzensky spjata (sestřenice otce Václav Neckáře st.) s Václavem a Janem Neckářem.[chybí lepší zdroj] V roce 1939 se začala učit švadlenou v podniku svého otce. V roce 1946 začala, ještě jako svobodná Marie Karásková, pracovat v krajském aparátu KSČ v Jihlavě. Po únoru 1948 přešla do Prahy. V roce 1966 absolvovala Vysokou školu politickou. Za pražského jara patřila mezi konzervativní, prosovětskou část funkcionářů KSČ.
Za normalizace patřila mezi hlavní funkcionářky KSČ. XIV. sjezd KSČ ji zvolil za členku Ústřední kontrolní a revizní komise KSČ. XV. sjezd KSČ ji zvolil členkou Ústředního výboru KSČ. V této funkci ji pak potvrdil XVI. sjezd KSČ a XVII. sjezd KSČ. V období duben 1976 – říjen 1989 byla navíc členkou sekretariátu ÚV KSČ.
V letech 1969–1974 působila jako členka předsednictva Ústředního výboru Československého svazu žen a členka Československé rady žen, v letech 1970–1974 byla rovněž členkou byra Světové odborové federace a předsedkyně pracovní skupiny této nadnárodní odborové organizace pro otázky pracujících žen, v letech 1971–1974 zastávala i post členky předsednictva a tajemnice ÚRO. Od roku 1974 působila ve funkci předsedkyně Ústředního výboru Československého svazu žen (organizace pro ženy s členskou základnou přes 1 milión členek úzce spolupracující s KSČ). Předsednictví přebrala od Gusty Fučíkové a držela tuto funkci až do roku 1989. Byla i členkou rady a byra Mezinárodní demokratické federace žen a členka předsednictva Ústředního výboru Národní fronty ČSSR. V roce 1974 se stala také členkou Světové rady míru. V roce 1973 získala Řád práce, roku 1975 jí byl udělen Řád Vítězného února a roku 1985 Řád republiky.
Ve volbách roku 1976 zasedla do české části Sněmovny národů (volební obvod č. 34 – Liberec, Severočeský kraj). Mandát obhájila ve volbách roku 1981 a volbách roku 1986 (obvod Jablonec nad Nisou-Liberec). Ve Federálním shromáždění setrvala do prosince 1989, kdy rezignovala v rámci procesu kooptací do Federálního shromáždění po sametové revoluci.
V prosinci 1989 odešla z politiky, v únoru 1990 pak byla vyloučena z KSČ. Po odchodu z politického života žila ve vesničce Maršov nedaleko svého rodiště.